# Амірово (Іглінський район)
Амі́рово (рос. Амирово, башк. Әмир) — присілок у складі Іглінського району Башкортостану, Росія. Входить до складу Майської сільської ради.
Населення — 26 осіб (2010; 38 в 2002).
Національний склад:
- башкири — 81 %